# معركة نينوى (612 قبل الميلاد)
ترجع معركة نينوى إلى ما بين الأعوام 613 و611 قبل الميلاد، مع كون تاريخ 612 قبل الميلاد هو التاريخ الأكثر تأييدًا. لقد تمرد جيش متحالف يتكون من الميديين والبابليين والسيكثيين ضد الآشوريين، وحاصر 750 هكتارًا من المدينة التي كانت في ذلك الوقت أعظم مدينة في العالم. أدى الحصار إلى تدمير الإمبراطورية الآشورية الحديثة على مدى السنوات الثلاث المقبلة باعتبارها الدولة المهيمنة في الشرق الأدنى القديم. بعد هذه المعركة، يُظهر السجل الأثري أن عاصمة الإمبراطورية الآشورية، التي كانت في يوم من الأيام قوية، قد تحطمت على نطاق واسع وهُجر منها سكانها. تميزت بداية التقويم الكردي بمعركة نينوى، وهي حدث تاريخي في تاريخ الكرد يقابل تقريبًا إقامة إمبراطورية ميديا.
أصبحت بابل المركز الإمبراطوري لبلاد ما بين النهرين لأول مرة منذ أكثر من ألف عام، حيث أصبحت الإمبراطورية البابلية الحديثة، مدعيةً استمرارها من الإمبراطورية البابلية القديمة كسلالة جديدة.

## الخلفية
نشأت الإمبراطورية الآشورية الحديثة في القرن العاشر قبل الميلاد ووصلت إلى ذروتها في القرنين الثامن والسابع قبل الميلاد خلفًا للالإمبراطورية الآشورية الوسطى (1366-1074 قبل الميلاد) كأكبر إمبراطورية شهدها العالم حتى الآن. وبحلول عهد آشوربانيبال، كانت تسيطر على / أو تحتجز معظم الأمم ودول المدن من جبال القوقاز (أرمينيا الحديثة وجورجيا وأذربيجان) وشمال مصر وشبه الجزيرة العربية والنوبة في الجنوب ووسط إيران / بلاد فارس وشرق قبرص وسواحل البحر الأبيض المتوسط اليونانية والفينيقية في الأناضول وبلاد الشام في الغرب.
ومع ذلك، بعد وفاة آشوربانيبال في العام 627 قبل الميلاد، أصبحت إمبراطورية آشور التي كانت قوية في يوم من الأيام متقلبة بشكل متزايد، مع اندفاع آشور إلى سلسلة من الحروب الأهلية الداخلية. أدى هذا إلى تمرد عدة دول داخلها، في حين أن الدول والمجموعات المجاورة، مثل الميديين والفرس والبابليين والكلدانيين والسكيثيين والسيمريين أصبحت أكثر عدائية في ظل الهيمنة الآشورية.
كان الآشوريون، وفقًا لسجلاتهم الخاصة، وحشيون حتى بمقاييس الزمن، وبالتالي فقد تسببت وحشيتهم في تراكم الأعداء. لقد ضعفت الإمبراطورية بسبب صراع الجبهات الثلاث للحفاظ على السلطة في مصر، وهي حرب مكلفة ولكن منتصرة ضد العيلاميين، وإخمادها ثورات بين أبناء جنوب بلاد ما بين النهرين في الجنوب، مع أن جوهر الإمبراطورية كان في سلام إلى حد كبير. كتب الملوك الأشوريون باستمرار عن الخطر الداخلي، وعن خوفهم من مكائد القصر والتمرد.
عند وفاة آشوربانيبال، وقعت سلسلة من حروب الخلافة المريرة والدموية، مما أضعف الإمبراطورية - من 625 قبل الميلاد فصاعدًا، حيث بدأت هيمنة الإمبراطورية الآشورية الحديثة على الشرق الأوسط وآسيا الصغرى والقوقاز وشرق البحر المتوسط بالتلاشي تدريجيًا.
نشأ تحالف من دول خارجية، مثل الكلدان، الذين استغلوا الاضطرابات في بلاد آشور للسيطرة على غالبية بابل بمساعدة من البابليين أنفسهم فقد كانوا يبنون بابل إلى قوة يطلق عليها اسم البابلية الحديثة حيث كان الهدف هو الإطاحة بالإمبراطورية الآشورية الحديثة والسيطرة على العاصمة نينوى ونقل مقر سلطة بلاد ما بين النهرين إلى بابل. لم تكن نينوى عاصمة سياسية فحسب، بل كانت موطنًا لأحدى المكتبات العظيمة للألواح الأكادية ومتلقى الجزية من جميع أنحاء الشرق. (انظر مكتبة آشوربانيبال).
توقفت الأحداث الآشورية في العام 639 قبل الميلاد بعد تدمير شوشان عاصمة عيلام وإخضاع بابل المتمردة التي يحكمها شقيق آشوربانيبال نفسه شمش شوم أوكين. سجلات العمل مفقودة بعد العام 631 قبل الميلاد. كُتبت المصادر الأولية بعد ذلك بواسطة البابليين الجدد المتنصرين من عهد نبوبولاسر. التاريخ الابتدائي رقمه 21901 وقد ترجمه سي. جاي. جادد في العام 1923م، حيث يمكن العثور عليه في المتحف البريطاني. ومن خلال التقليد البابلي الذي وضعه هيرودوت في وقت لاحق، فقد كان التقليد العبراني الذي نُسب إلى ناحوم، بالرجوع إلى سجلات المصريين، معاديًا لآشور. هناك أيضا أساطير نشأت بعد قرون بين المنحدرين من الجنسيات المشاركة، بما في ذلك بين المتحدثين بالآرامية الشرقية في بلاد ما بين النهرين والمسيحيين الآشوريين في شمال العراق وجنوب شرق تركيا، شمال غرب إيران وشمال شرق سوريا.
كان حاكم الميديين حين المعركة هو سياخريس. ومع أن الآشوريين هزموا جيشه في البداية، إلا أنه أعاد بناء جيشه وهاجم نينوى بالتعاون مع الشعوب الأخرى.

## أخبار المعركة

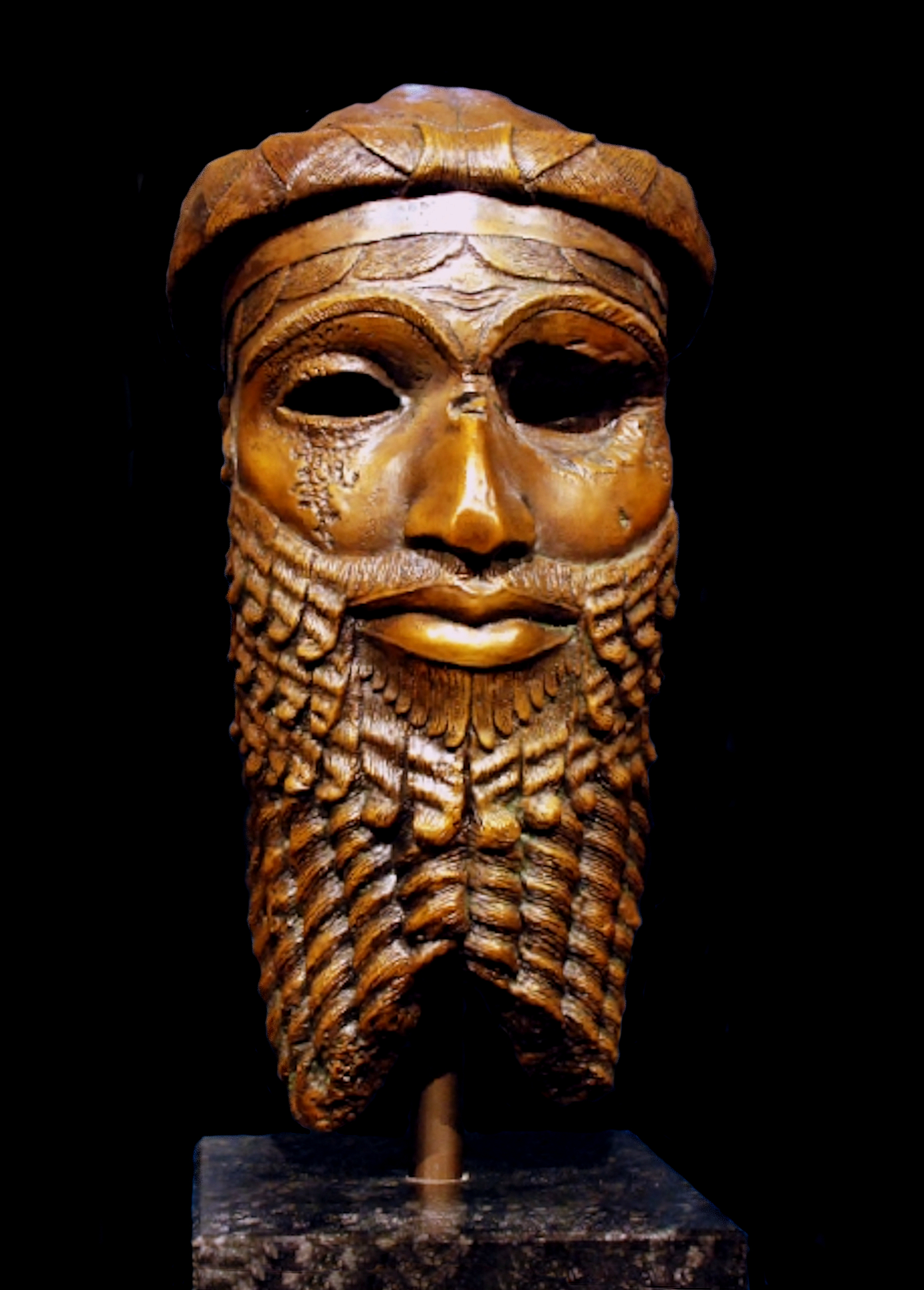
تم العثور على "قناع سرجون الأكدي" (بتاريخ حوالي 2250 قبل الميلاد) في عام 1931 في نينوى: ربما تم تشويهه أثناء تدمير نينوى من قبل الميديين والبابليين في عام 612 قبل الميلاد.

أفضل إعادة سرد للمعركة الفعلية موجود في مقتطفات من البرسا التي كتبها كتسياس المحفوظة في ديودور الصقلي وفوتيوس التي ربما زخرفها مع معارك أخرى.
وفقًا لما ورد بالسجلات البابلية، فقد كان هناك صراع مرير دام 12 عامًا بين بابل وآشور، فضلًا عن الحروب الأهلية في آشور نفسها. تصف الأخبار أنه في السنة العاشرة من حكم نبوبولاسر (616 قبل الميلاد) هزم البابليون الجيش الآشوري وساروا في النهر من أجل نهب مان وساهري وبالي هو.
تجدد الصراع في العام التالي بحشد الآشوريين لجيشهم وطرد البابليين مرة أخرى إلى تكريتين. قام نبوبولاسر بتركيز جيشه في قلعة تكريتين حيث تقاتل الجيشان هناك في العام التالي. تم ضرب الآشوريين الذين تراجعوا إلى آشور.
ثم تحالف البابليون مع الميديين والفرس والسيميريين والسكيثيين. استولى الجيش الميدي على تاربيسو بالقرب من نينوى ونزلوا في مكان قريب، ثم هاجم مدينة آسور، حيث روى السجل البابلي كيف أن حليفهم الميدي في العام 614 قبل الميلاد دمر معابد آسور وضم المدينة، لكن جيشهم لم يصل إلى المدينة إلا بعد النهب.
في العام 612 قبل الميلاد، حشد البابليون الجيش مرة أخرى وانضموا إلى سياخريس ضد نينوى. لقد حاصرو المدينة لثلاثة أشهر وفي أغسطس، كسرت الدفاعات، ونهبت المدينة، ثم أُحرقت بعدها. وقد لعب الميديين دورًا رئيسيًا في سقوط المدينة. قُتل الملك سين شار إشكون في الحصار. وقد تولى شقيقه آشور أوباليط الثاني ملك آشور الذي رفض الاستسلام، ومع ذلك، فقد خرج بنجاح من نينوى المحاصرة ليؤسس العاصمة النهائية حران.
وفقًا للتقاليد الموضوعة في ديودور الصقلي، غمر نهر دجلة المدينة. وفي حين أن روايته غالبًا ما تكون موضع شك، فقد تم الاهتمام بهذا الجانب. لقد دخلت جيوش الحلفاء منطقة الجدار الخارجي وقاتلت لدخول القصر. تم نهب المعابد وإحراق القصر، مع أن هذا لم يدمر المدينة، وربما ساعد في الحفاظ على النصوص الطينية. لقد تنبأ النبي ناحوم بأحداث الحصار، خاصة في الأصحاح 1: 6، 8، 10 و2: 6.

## العواقب
ستكون هناك عدة حملات ضد آشور من قبل الإمبراطورية البابلية الحديثة وحلفائها، بما في ذلك واحدة ضد الجيش المصري الآشوري المتحالف. وهكذا، بينما كانت معركة نينوى نقطة تحول في الحرب استمر آشور أوباليط الثاني في القتال لعدة سنوات أخرى. مصيره النهائي لم يُعرف أو يُسجَّل - ربما قُتل في سقوط حران عام 609 قبل الميلاد (الذي أنهى الإمبراطورية الآشورية) أو في كركميش عام 605 قبل الميلاد (حيث هُزمت مصر وبقايا جيش الإمبراطورية الآشورية السابقة)؛ أو ربما اختفى بشكل غامض.